# Ludwig Rumpff

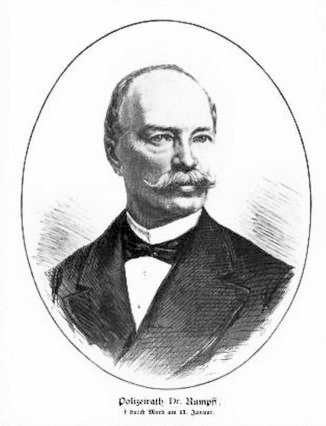
Ludwig Rumpff

Carl Ludwig Franz Rumpff (* 9. Februar 1822 in Frankfurt am Main; † 13. Januar 1885 ebenda; ermordet) war ein königlich preußischer Polizeirat und Kriminalkommissar.

## Leben
Rumpff stammte aus einer alten Frankfurter Familie und begann eine Offizierslaufbahn beim Militär der Freien Stadt Frankfurt, dem Linienbataillon. Nach einem Sturz vom Pferd musste er 1852 als Leutnant den Dienst quittieren. Er begann ein Jura-Studium, das er 1855 mit der Promotion abschloss. 1857 trat er in die Frankfurter Polizei ein. Das Polizeiamt des kleinen Stadtstaats hatte seinen Sitz in der Konstablerwache. 1863 wurde er zum Polizeiassessor ernannt, dem die Führung von Ermittlungen und Untersuchungsverfahren im Auftrag des Polizei-Gerichts oblag.
Nach der Annexion Frankfurts durch Preußen 1866 wurde die Frankfurter Polizei 1867 in den preußischen Staatsdienst übernommen. Rumpff wurde königlich preußischer Polizeirat. Er galt als tatkräftiger und unbestechlicher Ermittler in Strafverfahren. In der Bevölkerung der Stadt, die den Verlust der Souveränität schwer verkraftete, gab es deutliche Vorbehalte und Widerstände gegen die preußischen Polizeireformen, vor allem in der Amtszeit des Polizeipräsidenten August von Hergenhahn. Am 21. April 1873 kam es zum Frankfurter Bierkrawall, bei dessen Niederschlagung durch preußisches Militär 20 Personen getötet wurden. In der Folge konzentrierte Rumpff seine Ermittlungen auf vermutete Verschwörungen aus sozialdemokratischen und anarchistischen Kreisen und gegen nach dem Sozialistengesetz von 1878 verbotene Organisationen. Dabei arbeitete er mit verdeckten Methoden. Beispielsweise schleuste er einen Informanten in die Anarchistengruppe um August Reinsdorf ein und erhielt so schon im Juli 1883 Informationen über das geplante Sprengstoffattentat am Niederwalddenkmal am 28. September 1883. Im Prozess gegen die Attentäter vor dem Leipziger Reichsgericht wurde Rumpff als Sachverständiger hinzugezogen.
Durch seine Erfolge galt Rumpff als Anarchistenfresser und wurde selbst zum Ziel von Attentaten. Am 30. Oktober 1883 verübten Unbekannte einen Sprengstoffanschlag auf das Frankfurter Polizeipräsidium im Clesernhof am Römer. Rumpff blieb jedoch unverletzt.
Am 13. Januar 1885 lauerte ein Attentäter Rumpff im Vorgarten seines Hauses Im Sachsenlager 5 auf und ermordete ihn mit mehreren Stichen eines Dolches. Als mutmaßlicher Täter wurde wenige Tage später der Bockenheimer Schustergeselle Julius Lieske verhaftet. Obwohl er die Tat bestritt, wurde er in einem Indizienprozess zum Tode verurteilt. Lieske hatte eine Schnittverletzung an der rechten Hand, über deren Ursache er widersprüchliche Aussagen machte. Nach dem Gutachten der Ärzte rührte sie wahrscheinlich von einem Dolch her. Zudem hatte Lieske sich am Tag des Attentats nachweislich in Frankfurt aufgehalten. Am 17. November 1885 wurde Lieske in der Strafanstalt Wehlheide in Kassel hingerichtet.

## Ehrungen
Rumpff war Träger zahlreicher Auszeichnungen, darunter des Roten Adlerordens, des 
Kronen-Ordens, des St. Annenordens und des Ritterordens der Ehrenlegion. Zur Versorgung seiner hinterbliebenen Kinder erließ das preußische Abgeordnetenhaus am 17. April 1885 ein Gesetz, mit dem seine beiden Kinder eine jährliche Rente von je 2745 Mark auf Lebenszeit erhielten.